# WTA Elite Trophy 2023 – Dublu
WTA Elite Trophy 2023 – Dublu a avut loc în a doua jumătate a lunii octombrie 2023. Șase perechi de jucătoare au intrat în competiția de dublu a turneului de tenis de la Zhuhai, China, după ce au primit o invitație din partea organizatorilor în urma îndeplinirii criteriilor de calificare. Liudmila Kichenok și Andreja Klepač au fost campioanele în exercițiu din 2019, ultima dată când a avut loc turneul, dar numai Kicenok s-a calificat. Ea a jucat în parteneriat cu Ulrikke Eikeri dar echipa a fost eșiminată în faza grupelor.
Beatriz Haddad Maia și Veronika Kudermetova le-au învins în finală pe Miyu Kato și Aldila Sutjiadi, cu 6–3, 6–3 și au câștigat titlul la tenis la dublu la WTA Elite Trophy 2023. Perechea nu a cedat nici un set în drumul spre titlu, iar Haddad Maia nu a cedat nici un set pe parcursul întregului eveniment (fiind campioană și la simplu).

## Jucătoare
1. Beatriz Haddad Maia /  Veronika Kudermetova (campioane)
2. Miyu Kato /  Aldila Sutjiadi (finală)
3. Ulrikke Eikeri /  Liudmila Kichenok (round robin)
4. Oksana Kalashnikova /  Yana Sizikova (round robin)
5. Wang Xiyu /  Xu Yifan (round robin)
6. Jiang Xinyu /  Tang Qianhui (round robin)

## Tabloul principal

#### Explicația simbolurilor
- Q = calificare
- WC = Wild card
- LL = Lucky loser
- Alt = înlocuitor
- SE = scutire specială
- PR = clasament protejat
- ITF = calificat prin clasament ITF
- JE = junior scutit
- w/o = victorie fără opoziție
- r = retras
- d = descalificat

### Finală
|  | Finală |                                          |   |   |  |  |
|  |        |                                          |   |   |  |  |
|  | 1      | Beatriz Haddad Maia Veronika Kudermetova | 6 | 6 |  |  |
|  | 1      | Beatriz Haddad Maia Veronika Kudermetova | 6 | 6 |  |  |
|  | 2      | Miyu Kato Aldila Sutjiadi                | 3 | 3 |  |  |

### Grupa Lily
|      |                                          | Haddad Maia Kudermetova | Kalashnikova Sizikova | Jiang Tang    | RR C–P     | Set C–P    | Game C–P   | Clasificare |
| 1    | Beatriz Haddad Maia Veronika Kudermetova |                         | 6–0, 6–3              | 6–3, 6–3      | 2–0 (100%) | 4–0 (100%) | 24–9 (73%) | 1           |
| 4    | Oksana Kalashnikova Yana Sizikova        | 0–6, 3–6                |                       | 4–6, 6–7(4–7) | 0–2        | 0–4        | 13–25      | 3           |
| 6/WC | Jiang Xinyu Tang Qianhui                 | 3–6, 3–6                | 6–4, 7–6(7–4)         |               | 1–1        | 2–2        | 19–22      | 2           |

### Grupa Bougainvillea
|      |                                  | Kato Sutjiadi         | Eikeri Kichenok       | Wang Xu           | RR C–P | Set C–P | Game C–P | Clasificare |
| 2    | Miyu Kato Aldila Sutjiadi        |                       | 6–3, 6–7(5–7), [10–6] | 4–6, 7–5, [12–10] | 2–0    | 4–2     | 25–21    | 1           |
| 3    | Ulrikke Eikeri Lyudmyla Kichenok | 3–6, 7–6(7–5), [6–10] |                       | 3–6, 2–6          | 0–2    | 1–4     | 15–25    | 3           |
| 5/WC | Wang Xiyu Xu Yifan               | 6–4, 5–7, [10–12]     | 6–3, 6–2              |                   | 1–1    | 3–2     | 23–17    | 2           |